# Ho scritto ti amo sulla sabbia del gatto
Ho scritto ti amo sulla sabbia del gatto è il terzo album dei Moravagine. Il titolo è una parodia di Ho scritto t'amo sulla sabbia, un successo degli anni '60 di Franco IV e Franco I.

## Tracce
1. Buon Viaggio – 0:35
2. Avanti – 2:36
3. No More Time – 3:07
4. Redrum – 2:28
5. Quante Volte – 2:30
6. Exit – 3:31
7. L'ultimo Giorno – 2:41
8. Per Non Crescere – 1:31
9. Giorni – 2:56
10. Evasione – 2:50
11. I Miei Perché – 1:57
12. Il Membro – 1:58
13. Quello Che Voglio – 2:20
14. The Pogo Horror Show – 2:01
15. E Grazie per Aver Scelto Tafano Airlines – 4:22

## Formazione
- Sbruffone (Tony Cavaliere) – batteria
- Houselong (Andrea Pegoraro) – chitarra, voce
- Page (Alessandro Andolfo) – chitarra
- Pablo (Paolo Bertoncello) – voce
- Cyba (Andrea Berton) – basso